# Амфетамины
- Оптические изомеры амфетамина, базового соединения класса
- D-амфетамин
- L-амфетамин

Амфетами́ны — класс соединений, включающий собственно амфетамин и его производные. Многие амфетамины обладают заметными психоактивными свойствами и являются распространёнными наркотиками. Некоторые из них находят также ограниченное применение в медицине при лечении СДВГ и нарколепсии.
Примерами производных амфетамина являются метамфетамин, эфедрин, катинон, меткатинон, 3,4-метилендиоксиамфетамин (MDA), 3,4-метилендиоксиметамфетамин (MDMA, «Экстази»), 2,5-диметокси-4-бромоамфетамин (DOB).

## История
Хотя базовое соединение класса, амфетамин, было получено посредством синтеза в конце XIX в., некоторые его производные встречаются в природе и имеют давнюю историю применения. Эфедра уже 5000 лет назад использовалась в Китае в качестве лекарственного растения. Её активными компонентами являются алкалоиды эфедрин, псевдоэфедрин, норэфедрин (фенилпропаноламин) и норпсевдоэфедрин (катин). В Йемене и Эфиопии давно существует традиция жевания листьев ката с целью достижения стимулирующего эффекта. Действующими веществами ката являются катинон и, в меньшей степени, катин (норпсевдоэфедрин).
Амфетамин был впервые синтезирован в 1887 г. в Германии румынским химиком Л. Эделеано в виде рацемической смеси правовращающего и левовращающего энантиомеров. Особого внимания вещество тогда к себе не привлекло. В 1912 г. (по другим данным — в 1914 г.) впервые в качестве промежуточного продукта был синтезирован MDMA, что также осталось незамеченным. В 1920-х годах в процессе поиска путей синтеза эфедрина, который уже тогда использовался для лечения астмы, но добывался исключительно из природных источников, был в чистом виде синтезирован правовращающий изомер амфетамина (декстроамфетамин, D-амфетамин), а также метамфетамин. Начало применению амфетаминов в медицине положила фармацевтическая компания Smith, Kline & French (теперь часть GlaxoSmithKline) в начале 1930-х годов, предложив его рынку как средство от насморка (деконгестант) под названием «Бензедрин». Впоследствии амфетамин начал применяться при лечении нарколепсии, паркинсонизма и депрессии. Стимулирующие эффекты амфетаминов были быстро обнаружены, злоупотребление амфетаминами практиковалось уже в 1936 г.
Во время Второй мировой войны амфетамины применялись вооружёнными силами воюющих сторон, чтобы помочь личному составу некоторое время обходиться без сна.
Широкомасштабное злоупотребление амфетаминами началось в послевоенной Японии и сравнительно быстро распространилось на другие страны. Начиная с 60-х годов начали приобретать популярность модифицированные («дизайнерские») амфетамины, такие как MDA и PMA. MDMA был заново открыт и популяризован американским химиком Александром Шульгиным в 1965 г., после чего его некоторое время применяли в сеансах психотерапии. В 1970 г. в США был принят «Акт о контролируемых веществах» (англ. Controlled Substances Act), помещавший амфетамины в Список II, что ограничивало их немедицинское использование. «Уличное» использование MDMA было зафиксировано уже в 1972 г. В 1985 г. MDMA был внесён американскими властями в Список I, что означало практически полный запрет на его использование.
Начиная с середины 1990-х годов MDMA («Экстази») становится популярным в молодёжной среде наркотиком, широко употребляемым на рэйвах. Довольно часто под видом «Экстази» продаются вещества, отличные от MDMA.

## Строение
Амфетамины представляют собой подгруппу производных фенилэтиламина. Базовое соединение класса — собственно амфетамин или α-метилфенилэтиламин. Благодаря замещению атомов водорода может быть получено большое количество соединений. Довольно типичными являются метилирование (реже — этилирование) аминогруппы и замещения по фенильной группе:
| Вещество                                               | Заместители | Заместители | Заместители | Заместители      | Заместители      | Заместители      | Заместители      |
| Вещество                                               | N           | α           | β           | Фенильная группа | Фенильная группа | Фенильная группа | Фенильная группа |
| Вещество                                               | N           | α           | β           | 2                | 3                | 4                | 5                |
| ------------------------------------------------------ | ----------- | ----------- | ----------- | ---------------- | ---------------- | ---------------- | ---------------- |
| Амфетамин (α-метилфенилэтиламин)                       |             | −CH3        |             |                  |                  |                  |                  |
| Метамфетамин (N-метиламфетамин)                        | −CH3        | −CH3        |             |                  |                  |                  |                  |
| Эфедрин, псевдоэфедрин                                 | −CH3        | −CH3        | −OH         |                  |                  |                  |                  |
| Катинон (норэфедрон)                                   |             | −CH3        | =O          |                  |                  |                  |                  |
| Меткатинон (эфедрон)                                   | −CH3        | −CH3        | =O          |                  |                  |                  |                  |
| MDA (3,4-метилендиоксиамфетамин)                       |             | −CH3        |             |                  | −O−CH2−O−        | −O−CH2−O−        |                  |
| MDMA (3,4-метилендиоксиметамфетамин)                   | −CH3        | −CH3        |             |                  | −O−CH2−O−        | −O−CH2−O−        |                  |
| MDEA (3,4-метилендиокси-N-этиламфетамин)               | −CH2−CH3    | −CH3        |             |                  | −O−CH2−O−        | −O−CH2−O−        |                  |
| MDMC (метилон, 3,4-метилендиоксиметкатинон)            | −CH3        | −CH3        | =O          |                  | −O−CH2−O−        | −O−CH2−O−        |                  |
| MBDB (N-метил-1-(3,4-метилендиоксифенил)-2-аминобутан) | −CH3        | −CH2−CH3    |             |                  | −O−CH2−O−        | −O−CH2−O−        |                  |
| PMA (пара-метоксиамфетамин)                            |             | −CH3        |             |                  |                  | −O−CH3           |                  |
| PMMA (пара-метоксиметамфетамин)                        | −CH3        | −CH3        |             |                  |                  | −O−CH3           |                  |
| 4-MTA (4-метилтиоамфетамин)                            |             | −CH3        |             |                  |                  | −S−CH3           |                  |
| 3,4-DMA (3,4-диметоксиамфетамин)                       |             | −CH3        |             |                  | −O−CH3           | −O−CH3           |                  |
| 3,4,5-TMA (3,4,5-триметоксиамфетамин, α-метилмескалин) |             | −CH3        |             |                  | −O−CH3           | −O−CH3           | −O−CH3           |
| DOM (2,5-диметокси-4-метиламфетамин)                   |             | −CH3        |             | −O−CH3           |                  | −CH3             | −O−CH3           |
| DOB (2,5-диметокси-4-бромоамфетамин)                   |             | −CH3        |             | −O−CH3           |                  | −Br              | −O−CH3           |

## Физиологическое действие

### Классификация центральных эффектов
Центральное действие амфетаминов разнообразно. Различают три основных класса эффектов, вызываемых амфетаминами:
- психостимулирующий,
- галлюциногенный,
- эмпатогенный — создающий ощущение благополучия, открытости, эмоциональной близости к другим людям (эмпатии)[12].

Различные амфетамины могут вызывать эти действия как по одному, так и в комбинации.
Исследования на животных показали, что данные классы эффектов независимы. При этом с точки зрения симптомов данная классификация носит условный характер, так как, например, амфетамин тоже способен производить галлюцинации при больших дозах («амфетаминовый психоз»).
Стимулирующий эффект амфетаминов схож с эффектом кокаина, но обладает большей продолжительностью действия.
На следующей диаграмме показана классификация амфетаминов по преимущественному типу центрального действия:

### Механизмы
Механизм стимулирующего действия амфетаминов связан в основном с увеличением выброса катехоламинов (норадреналина и дофамина). В пресинаптическом окончании имеется два пула нейромедиаторов: везикулярный и цитоплазматический. При нормальной работе синапса выброс катехоламинов осуществляется посредством экзоцитоза везикул, содержащих нейромедиатор. В дальнейшем происходит обратный захват (англ. Reuptake) нейромедиатора из синаптической щели в цитоплазму нейрона, осуществляемый мембранным транспортёром катехоламинов. Из цитоплазмы нейромедиатор проникает обратно в везикулы благодаря работе везикулярного транспортера моноаминов (VMAT).
В присутствии амфетамина или его аналога направление действия мембранных транспортёров и VMAT инвертируется. Нейромедиатор попадает из везикул в цитоплазму, а из цитоплазмы — в синаптическую щель. В результате везикулы опустошаются, везикулярный выброс нейромедиатора уменьшается, а концентрация нейромедиатора в синаптической щели возрастает. При этом задействуются три механизма:
1. При малых концентрациях амфетамины влияют на работу только мембранных транспортёров катехоламинов, вызывая инверсию направления транспорта нейромедиатора (из цитоплазмы в синаптическую щель). Такое влияние отчасти обусловлено тем, что амфетамины, молекулярная структура которых близка к структуре эндогенных катехоламинов, посредством мембранных транспортёров проникают в цитоплазму нейрона, что вызывает обменную диффузию нейромедиатора в обратном направлении. Другой причиной обратного транспорта катехоламинов из цитоплазмы в синаптическую щель является вызываемое амфетаминами увеличение внутриклеточной концентрации ионов Na+[19].
2. При средних концентрациях в дополнение к предыдущему механизму задействуется и другой: амфетамины, проникшие в цитоплазму нейрона, взаимодействуют с везикулярным транспортером моноаминов (VMAT), нормальной функцией которого является поддержание высокой концентрации нейромедиатора внутри везикулы посредством захвата его из цитоплазмы и перемещения внутрь везикулы. Амфетамины вызывают обратное перемещение нейромедиатора из везикулы в цитоплазму, благодаря чему концентрация нейромедиатора в цитоплазме значительно увеличивается, и посредством вышеописанного механизма он попадает в синаптическую щель. Механизм взаимодействия амфетаминов с VMAT аналогичен механизму их взаимодействия с мембранными транспортёрами.
3. При больших концентрациях задействуется ещё один механизм, связанный с проникновением амфетаминов в везикулы посредством взаимодействия с везикулярным транспортёром моноаминов, что вызывает подщелачивание содержимого везикул и, как следствие, дополнительный выброс нейромедиатора в цитоплазму.

Ингибиторы обратного захвата моноаминов, в том числе кокаин, уменьшают выброс моноаминов, вызываемый амфетаминовыми стимуляторами.
Действие галлюциногенных амфетаминов аналогично действию других классических галлюциногенов и связано с их агонизмом к серотониновым рецепторам типа 5-HT2A. Эмпатогенные эффекты связывают со стимуляцией выброса серотонина, механизмы которого аналогичны описанным выше механизмам стимуляции выброса катехоламинов.

### Связь между структурой и действием
Существует взаимосвязь между структурой соединения и вызываемыми им эффектами. Замещения по аминной группе усиливают стимулирующее действие вещества, но могут уменьшать другие действия. Примерами могут служить метамфетамин и N-гидроксиамфетамин (один из метаболитов амфетамина), являющиеся более мощными стимуляторами, чем амфетамин.
Замена метильной группы в позиции α на этильную приводит к уменьшению стимулирующего и галлюциногенного действий, но не влияет на эмпатогенное действие (как у MBDB) и на подавление аппетита (примером последнего является фентермин). При этом удаление метильной группы в позиции α, как правило, приводит к уменьшению действенности вещества: так, фенилэтиламин плохо проникает сквозь гематоэнцефалический барьер и быстро метаболизируется.
Замещения в фенильной группе приводят к уменьшению стимулирующего эффекта, но при этом могут появляться другие эффекты. Замещение в позиции 4 обычно связывают с серотонергическим действием.
Правовращающие энантиомеры амфетаминов (такие как декстроамфетамин), как правило, в 4-10 раз более действенны, чем левовращающие. Одним из исключений является MDMA и некоторые родственные ему вещества, у которых действенность не зависит от изомера.

### Периферическое действие
Влияние амфетаминов на вегетативную нервную систему связано главным образом с выбросом норадреналина, следствием которого является усиленная стимуляция α- и β-адренорецепторов, что может приводить к тахикардии, повышенному артериальному давлению, мидриазу (расширению зрачков), повышенному потоотделению и гипертермии.

### Токсичность
Острая токсичность амфетаминов связана прежде всего с их воздействием на центральные и периферические адренорецепторы. Со стороны центральной нервной системы она может проявляться в виде психозов, визуальных и тактильных галлюцинаций, тревожных состояний. Со стороны сердечно-сосудистой системы частыми проявлениями являются тахикардия и повышенное артериальное давление. Как при длительном, так и при единоразовом употреблении амфетаминов наносится ущерб сердечно-сосудистой системе (подробнее «amphetamine cardiotoxicity»), в зависимости от принятого количества и изначального состояния сердца и сосудов, образа жизни и других факторов. Причинами смерти от употребления амфетаминов являются, как правило, гипертермия, сердечная аритмия или внутримозговое кровоизлияние.
В отличие от многих других наркотиков, амфетамин и в особенности метамфетамин нейротоксичны и могут причинять необратимые повреждения дофаминергическим и серотонинергическим нейронам. Считается, что токсическое действие амфетаминов на дофаминергические нейроны связано с формированием свободных радикалов и пероксинитрита, сильного окислителя. Кроме того, MDMA в высоких дозах уменьшает количество антиоксидантов (глутатиона и витамина E) в головном мозге, что приводит к его нейротоксичности. Вопрос о наличии или отсутствии нейротоксичности MDMA при продолжительном употреблении в обычных дозах остаётся предметом дискуссий.

### Зависимость
Амфетамины (за исключением классических галлюциногенов) способны при длительном употреблении вызывать сильную психическую зависимость, выражаемую в непреодолимом желании принять наркотик. Подобные симптомы могут длиться до нескольких недель. При этом даже после длительного перерыва в употреблении высока вероятность рецидива. Считается, что психическая зависимость от амфетаминов, как и от других наркотиков, связана со стимуляцией наркотиком дофаминергических нейронов в вентральной области покрышки, отвечающих за чувство вознаграждения, что влияет на процессы обучения и приспособления.
Вопрос существования физической зависимости от амфетаминовых стимуляторов неоднозначен. При отмене амфетаминовых стимуляторов после продолжительного употребления (или многократного употребления в течение сравнительно короткого времени) наблюдаются усталость, депрессия, сонливость и чувство голода. Эти симптомы могут считаться составляющими синдрома отмены или следствиями обычной реакции организма на недостаток сна и пищи, сопутствующий хроническому употреблению амфетаминовых стимуляторов.
Классические галлюциногены (такие как DOM) не вызывают зависимости. Исследования показали, что лабораторные животные, легко обучаемые самостоятельному употреблению стимуляторов, не употребляют галлюциногены по собственной воле.

## Формы выпуска, способы употребления и фармакокинетика
Свободные основания амфетаминов представляют собой жидкости с ограниченной устойчивостью. По этой причине амфетамины распространяются в виде солей (сульфатов, фосфатов и гидрохлоридов). Как правило, амфетамин поступает в продажу в виде таблеток (реже — капсул или сиропов), метамфетамин — в виде порошка для вдыхания или приготовления раствора для внутривенного введения (реже — в виде таблеток или капсул). Также широко распространён кристаллический гидрохлорид метамфетамина («лёд»), предназначенный для курения. Основной формой метилендиоксиамфетаминов (MDA, MDMA, MDEA) являются таблетки с логотипами.
Амфетамины характеризуются хорошей биодоступностью при пероральном употреблении, также они могут употребляться интраназально. Кристаллический гидрохлорид метамфетамина («лёд») курят. Наркоманы со стажем вводят амфетамины внутривенно. Липофильность амфетаминов позволяет им легко преодолевать гематоэнцефалический барьер. Типичная оральная доза составляет 5-20 мг для амфетамина и метамфетамина, 80-150 мг для MDA и MDMA, 3-10 мг для DOM и 1-3 мг для DOB. Период полувыведения составляет 8-30 ч для амфетамина, 12-34 ч для метамфетамина и 5-10 ч для MDMA. В неизменном виде выводится 30 % амфетамина, 40-50 % метамфетамина и 65 % MDMA.
Продолжительность действия амфетаминов обычно составляет порядка 4-6 ч, в некоторых случаях до 24 ч.
- Капсулы сульфата амфетамина
- Кристаллы гидрохлорида метамфетамина («лёд»)
- Таблетки «Экстази»

## Лечение отравления амфетаминами
Одним из наиболее опасных проявлений передозировки амфетаминовых стимуляторов является гипертермия и возбуждение, сопутствующие вызванному амфетаминами делирию. Эти факторы могут способствовать рабдомиолизу — некрозу скелетных мышц. Поэтому первоочередными мерами при передозировке амфетаминовых стимуляторов является обездвиживание пациента с помощью физических средств (с целью предотвращение возможности причинения ущерба пациентом себе или окружающим) и седация посредством внутривенного введения седативных препаратов. Наиболее подходящим для этой цели классом препаратов являются бензодиазепины, обладающие высоким терапевтическим индексом и хорошим антиконвульсивным действием. Диазепам вводят внутривенно в дозах по 10 мг, при необходимости повторяя несколько раз до полного успокоения пациента (суммарная доза может составить более 100 мг диазепама). Бензодиазепины также полезны в случае передозировки кокаина, симптомы которой похожи на симптомы передозировки амфетаминов. Вместо бензодиазепинов могут применяться антагонисты дофаминовых рецепторов, такие как галоперидол или дроперидол, которые показали высокую эффективность при исследованиях на животных, но, согласно результатам клинических испытаний, не имеют существенных преимуществ перед бензодиазепинами, обладая при этом более высоким риском развития побочных эффектов.
При значительной гипертермии следует обеспечить внешнее охлаждение. При необходимости также применяется внутривенная гидрация, обеспечивающая выход мочи порядка 1-2 мл/кг/ч. В случае повышенного артериального давления применяют антагонисты α-адренорецепторов (такие как фентоламин) или сосудорасширяющие средства (нитропруссид натрия, нитроглицерин).
Отравление галлюциногенами редко приводит к опасности для жизни. В случае такого отравления также применяют бензодиазепины. При гипертермии обеспечивается внешнее охлаждение. Применять антипсихотики следует с осторожностью, так как они способны вызвать панику и увеличить риск возникновения нарушений восприятия, связанных с употреблением галлюциногенов.

## Лечение зависимости от амфетаминовых стимуляторов
Принципы лечения амфетаминовой зависимости аналогичны принципам лечения зависимостей от других стимуляторов, например, кокаиновой. Поскольку физическая зависимость от амфетаминов выражена слабо или отсутствует, прекращение приёма наркотиков осуществляется одномоментно. Обычно считается, что постепенное уменьшение дозы, иногда применяемое при опиоидной наркомании, в отношении зависимости от стимуляторов неэффективно, хотя существуют предварительные результаты, свидетельствующие о возможной эффективности заместительной терапии с использованием декстроамфетамина при лечении амфетаминовой зависимости. При наличии у пациента сильного возбуждения применяют бензодиазепины, психотических симптомов — антипсихотики.
Основными проблемами являются борьба с психической зависимостью и предотвращение рецидивов. Главными причинами рецидивов являются психологические проблемы, такие как депрессия, вызванная отменой наркотика, скука, давление со стороны знакомых и удовольствие, получаемое от приёма наркотика. Борьба с зависимостью подразумевает индивидуальную работу с пациентом и желание пациента бросить приём наркотиков.
Несмотря на продолжающиеся интенсивные поиски препаратов, которые помогали бы бороться с амфетаминовой зависимостью, по состоянию на 2008 год не существует средств, которые были бы официально одобрены для этой цели. Хотя испытания далеки от завершения, определённых положительных результатов удалось добиться при применении следующих препаратов:
- декстроамфетамин, метилфенидат и модафинил (стимуляторы);
- γ-винил-ГАМК;
- бупропион (антидепрессант);
- рисперидон (антипсихотик);
- ривастигмин (ингибитор ацетилхолинэстеразы)[43];
- лобелин (ингибитор обратного захвата дофамина)[43].

## Синтез
Большинство амфетаминов являются синтетическими соединениями. Среди исключений можно выделить катинон, содержащийся в листьях ката, а также эфедрин и псевдоэфедрин, активные составляющие эфедры. Эти природные алкалоиды обладают заметно более слабым действием, чем амфетамин.

### Из фенил-2-пропанона (P2P) и его производных
Амфетамин и его производные могут быть получены восстановлением фенил-2-пропанона (фенилацетон, P2P). Существуют два распространённых способа такого восстановления:
- Реакция Лейкарта: взаимодействие P2P с формамидом или формиатом аммония (для синтеза амфетамина) или N-метилформамидом[англ.] (для синтеза метамфетамина) в присутствии муравьиной кислоты с последующим гидролизом с помощью соляной кислоты.

- Восстановительное аминирование P2P в присутствии аммиака (для синтеза амфетамина) или метиламина (для синтеза метамфетамина) с применением металлических катализаторов. По типу применяемого катализатора эти реакции можно дополнительно подразделить на три вида:

1. Гетерогенное каталитическое восстановление с использованием оксида платины, палладия на активированном угле или никеля Ренея;
2. Восстановление амальгамами алюминия, цинка или магния.
3. Восстановление гидридами металлов, такими как алюмогидрид лития или борогидрид натрия.

Сам P2P чаще всего получают посредством реакции фенилуксусной кислоты с уксусным ангидридом.
Аналогичным образом можно получить MDA или MDMA из 3,4-метилендиоксифенил-2-пропанона (MDP2P). При этом сам MDP2P может быть получен из пипероналя.
В России P2P и MDP2P внесены в список наркотических средств, психотропных веществ и их прекурсоров, оборот которых запрещен (список I); фенилуксусная кислота, уксусный ангидрид и пиперональ занесены в список прекурсоров наркотических средств, оборот которых ограничен (список IV).

### Из эфедрина и его аналогов
Метамфетамин может быть получен посредством восстановления эфедрина с помощью одной из следующих процедур:
- преобразование эфедрина в хлорэфедрин с помощью тионилхлорида (SOCl2) с последующей каталитической гидрогенизацией (в качестве катализаторов чаще всего используется палладий или платина)[52];

- восстановление эфедрина с помощью иодоводородной кислоты в присутствии красного фосфора.

Сам эфедрин может быть получен экстракцией из эфедры. При нелегальном синтезе вместо него может быть использован псевдоэфедрин, извлечённый из содержащих его лекарственных препаратов.
Аналогичным образом из норэфедрина (фенилпропаноламина) может быть получен амфетамин.
Меткатинон (эфедрон) может быть получен окислением эфедрина, при этом в качестве окислителя чаще всего используется перманганат калия, дихромат натрия или триоксид хрома. Реакция проходит в присутствии сильной кислоты. При таком же окислении фенилпропаноламина (норэфедрина) может быть получен катинон.
В России эфедрин, псевдоэфедрин, норэфедрин (фенилпропаноламин) и норпсевдоэфедрин, а также перманганат калия занесены в список прекурсоров наркотических средств, оборот которых ограничен (список IV).

### Из сафрола
Сафрол — основной компонент эфирного масла сассафраса. Структурное сходство позволяет синтезировать из сафрола MDA, MDMA и другие амфетамины, содержащие метилендиоксифенильную группу. Многие способы сводятся к получению галогенизированных производных сафрола (часто используется бромсафрол), который в дальнейшем, взаимодействуя с метиламином (для синтеза MDMA), формирует конечный продукт. Аналогичным образом могут быть получены MDA и MDEA:
В России сафрол и изосафрол занесены в список наркотических средств, психотропных веществ и их прекурсоров, оборот которых запрещен (список I).

### Из бензальдегида и его производных
Синтез амфетаминов может быть осуществлён посредством конденсации бензальдегида с нитроэтаном в присутствии амина в качестве катализатора с последующим восстановлением (например, с помощью алюмогидрида лития). При синтезе амфетаминов с замещениями по фенильной группе вместо бензальдегида используют его производные. Так, для синтеза MDA применяется пиперональ.

## Рынок
В настоящее время амфетамины и их аналоги находят крайне ограниченное применение в медицине. Амфетамин, декстроамфетамин, метамфетамин и метилфенидат (риталин) используются в различных странах при лечении нарколепсии и синдрома дефицита внимания и гиперактивности.
По оценкам Управления ООН по наркотикам и преступности (UNODC), в 2007 году в мире было нелегально произведено от 230 до 640 тонн амфетаминовых стимуляторов (амфетамина, метамфетамина, меткатинона и аналогов) и от 72 до 137 тонн метилендиоксиамфетаминов (MDA, MDMA, MDEA). Объём мирового рынка амфетаминовых стимуляторов оценивается в 65 миллиардов долларов. Производство амфетаминов в основном сосредоточено вблизи рынков сбыта. Международная торговля носит главным образом внутрирегиональный характер, что позволяет товару пересекать наименьшее количество государственных границ. При этом торговля прекурсорами амфетаминов осуществляется в глобальных масштабах. Лидером по производству метамфетамина является Северная Америка (главным образом штаты Калифорния и Орегон), в то время как первое место по производству амфетамина и метилендиоксиамфетаминов (MDA, MDMA, MDEA) принадлежит Европе.
Всего в мире согласно оценкам UNODC от 15 до 50 миллионов человек употребляли амфетамины хотя бы один раз в течение 2007 года, что составляет 0,4-1,2 % от всего населения в возрасте от 15 до 64 лет. В России эта доля составляет 0,2-0,7 %.
В России амфетамины являются третьим по популярности типом наркотиков (после марихуаны и опиатов).

## Правовой статус
По причине большого потенциала злоупотребления оборот амфетаминов и их аналогов контролируется властями. Нахождение вещества в Списке I означает, что использование этих веществ допускается исключительно в научных или очень ограниченных медицинских целях при наличии специальной лицензии, и они не могут продаваться физическим лицам даже по рецепту. Оборот веществ из Списка II допускается под строгим контролем. Данные в таблице приведены по состоянию на 2013 г.:
| Вещества                       | Правовой статус                            | Правовой статус | Правовой статус |
| Вещества                       | Конвенция о психотропных веществах 1971 г. | США             | Россия          |
| ------------------------------ | ------------------------------------------ | --------------- | --------------- |
| D,L-амфетамин (рацемический)   | Список II                                  | Список II       | Список I        |
| Декстроамфетамин (D-амфетамин) | Список II                                  | Список II       | Список I        |
| Левамфетамин (L-амфетамин)     | Список II                                  | Список II       | Список III      |
| Метамфетамин                   | Список II                                  | Список II       | Список I        |
| Катинон, меткатинон            | Список I                                   | Список I        | Список I        |
| MDA, MDMA, MDEA                | Список I                                   | Список I        | Список I        |
| PMA                            | Список I                                   | Список I        | Список I        |
| DOB, DOM, 3,4,5-TMA            | Список I                                   | Список I        | Список I        |
| Метилфенидат                   | Список II                                  | Список II       | Список I        |